# مابل تايلور
مابل تايلور (بالإنجليزية: Mabel Taylor)‏ هي نبالة أمريكية، ولدت في 7 ديسمبر 1879 في سينسيناتي في الولايات المتحدة، وتوفيت في القرن العشرين.

## وصلات خارجية
- مابل تايلور على موقع اللجنة الأولمبية الدولية (الإنجليزية)
- مابل تايلور على موقع أوليمبيديا (الإنجليزية)